# TKb 129
TKb 129 – tendrzak przemysłowy o układzie osi B wyprodukowany przez fabrykę Hohenzollern w Düsseldorfie w 1880 roku (numer fabryczny 129). Parowóz był zbudowany na zamówienie Williama Suermondta z Inowrocławia, dla Zuckerfabrik Amsee (Cukrowni Janikowo). Jego kocioł następnie wymieniono na zbudowany w 1926 roku przez WSABP w Warszawie (numer fabryczny 68). W 1974 roku został sprowadzony z Janikowa wraz z parowozem TKh 5 i pozostawiony na terenie lokomotywowni Warszawa-Odolany, gdzie ulegał powolnej degradacji. W 1981 roku ustawiono go jako pomnik na terenie elektrociepłowni Warszawa Siekierki. W 2013 roku został przewieziony do Muzeum Kolejnictwa w Warszawie.